# Natascha Kampusch
Natascha Maria Kampusch (ur. 17 lutego 1988 w Wiedniu) – Austriaczka uprowadzona 2 marca 1998 r. przez 44-letniego Wolfganga Přiklopila, który w latach 1998–2006 przetrzymywał ją i gwałcił w swoim domu na przedmieściach Wiednia.

## Historia
Kampusch uciekła od porywacza 23 sierpnia 2006 r. w wieku 18 lat. Po jej ucieczce Přiklopil popełnił samobójstwo. Kampusch przypisywano tzw. syndrom sztokholmski, chociaż sama temu zaprzecza, co opisała w swojej książce pt. 3096 dni. Jej matka w maju 2008 roku została oskarżona o zorganizowanie porwania córki.

## Książki i ekranizacja
W listopadzie 2006 r. Allan Hall i Michael Leidig wydali w Wielkiej Brytanii nieautoryzowaną książkę „Girl in the Cellar. The Natascha Kampusch Story”. Polskiego tłumaczenia dokonał Cezary Murawski i w czerwcu 2007 r. wydana została w Polsce. W pierwszej połowie sierpnia 2007 r. matka Nataschy Kampusch, Brigitta Sirny, wydała książkę opisującą jej życie z okresu, kiedy jej córka była uprowadzona. W drugiej połowie sierpnia była to jedna z najlepiej sprzedających się książek w Austrii.
Planowano ekranizację historii Kampusch w reżyserii Bernda Eichingera. Rolę Přiklopila najprawdopodobniej zagrać miał Christoph Waltz, zaś rolę Kampusch prawdopodobnie Kate Winslet. Przeniesienie historii na ekran filmowy poparła sama porwana. Premierę filmu zaplanowano na 2012 r. Plany te zostały przerwane nagłą śmiercią reżysera w 2011 r. W 2013 r. powstał film 3096 dni w reżyserii Sherry’ego Hormanna.